# May 25th
Albums de B.o.B
B.o.B Vs Bobby Ray
(2009) B.o.B Presents: The Adventures Of Bobby Ray
(2010)
May 25th est le nom de la sixième mixtape du rappeur d'Atlanta B.o.B. Elle a été mise en téléchargement libre. Elle a été réalisée avec DJ Drama et DJ Sense.

## Nom
May 25th s'intitule ainsi car B.o.B avait annoncé sur son compte Twitter que l'album B.o.B Presents: The Adventures Of Bobby Ray allait sortir le 25 mai 2010. Pour rendre hommage à cette date, il intitule sa mixtape May 25th. Plus tard, la date de sortie de l'album sera avancée au 27 avril 2010.

## Liste des titres
1. The Biz
2. Champion (Prod By B.o.B)
3. Bet I (Feat. Playboy Tre) (Prod By Kutta)
4. Gladiators (Feat. J. Cole) (Prod By Alchemist)
5. Out Of Time (Prod By B.o.B)
6. B Is For B.o.B
7. F**k The Money (Feat. Aster Roth) (Prod By Kanye West)
8. Monique And Me
9. The Rain (Prod By B.o.B)
10. Uno Is My Numeral
11. Surprise Me (Prod By Infinity)
12. Don't Feel So Good (Prod By B.o.B)
13. Cool Side (Prod By B.o.B)
14. 2010
15. Fool For Love (Feat. Charles Hamilton) (Prod By B.o.B)
16. Nothing For You (Bonus Track) (Feat. Bruno Mars)